# Bernricht (Edelsfeld)
Bernricht ist ein Weiler im Süden der Gemeinde Edelsfeld im Oberpfälzer Landkreis Amberg-Sulzbach.
Die hoch gelegene Siedlung hat 39 Einwohner (Stand Dezember 2019). Sie besteht aus einigen Anwesen entlang der gleichnamigen Straße und liegt an der Wasserscheide zwischen Rhein und Donau.

## Einwohnerentwicklung
| Jahr      | 1871 | 1925 | 1950 | 1970 | 1987 | 2019 |
| --------- | ---- | ---- | ---- | ---- | ---- | ---- |
| Einwohner | 39   | 44   | 52   | 39   | 41   | 39   |